# Televisión de Galicia
A Televisión de Galicia (em português: Televisão da Galiza), também conhecida como A Galega, é um canal de televisão galego que faz parte da Corporação de Radiotelevisão da Galiza (CRTVG), junto com a Rádio Galega. As suas instalações centrais encontram-se em San Marcos (Santiago de Compostela).
No mês de Janeiro de 2009, a TVG fez história ao tornar-se em líder autonómica pela primeira vez na sua história.
A TVG começou suas emissões no dia 25 de Julho de 1985. Actualmente emite 168 horas por semana com 70% de produções próprias. No dia 31 de Dezembro de 1996 iniciou as suas emissões regulares via satélite para a América e no dia 17 de Maio do ano seguinte começa a transmitir pela internet, sendo um dos primeiros canais europeus em fazê-lo.
A programação da TVG é inteiramente em galego, excepto alguma publicidade emitida em espanhol e algum programa em espanhol emitido para o exterior. No entanto, o primeiro canal de televisão em emitir em galego, ainda que parcialmente, foi a TVE através do seu centro territorial na Galiza.
A TVG faz parte da FORTA, uma federação de diferentes televisões autonómicas do estado espanhol.

## História
A Televisión de Galicia iniciou as suas emissões a 25 de Julho de 1985, com a emissão da curta-metragem Mamasunción, de Chano Piñeiro.
Após um período de emissões experimentais, iniciou a sua caminhada a 29 de Setembro do mesmo ano, com 39 horas de emissão por semana. Actualmente emite 168 horas por semana, com 80% de produção independente.
Em 31 de Dezembro de 1996 iniciou emissões via satélite do canal TVG América. A 17 de Maio do ano seguinte começa a emitir na internet.
As suas instalações localizam-se em São Marcos (Santiago de Compostela).
A programação do canal é transmitida na sua totalidade em galego, à excepção de alguma publicidade. Desta, destacam-se alguns êxitos de audiências como "Pratos Combinados" ou "Mareas Vivas" (retransmitida na Telemadrid) ou ainda "Libro de Familia" e "Padre Casares".
A área de cobertura da Televisión de Galicia alcança toda a Galiza, e alguns quilómetros para lá das fronteiras com Portugal, com as províncias de Zamora e Leão e o Principado das Astúrias.
Em formato analógico (UHF) e digital (TDT) dispõe também de dois canais independentes:
- Galicia Televisión Europa, que cobre toda a superfície da União Europeia através do satélite "Hispasat".
- Galicia Televisión América, que cobre toda a superfície do continente americano.

## Controvérsias
Desde a chegada de Alberto Nuñez Feijóo à Xunta de Galicia, algumas pessoas têm afirmado que a TVG e a Rádio Galega manipulam e censuram a informação. Os casos mais polémicos foram a censura de uma reportagem, em Junho de 2009, sobre as vacas loucas, e a manipulação de uma informação sobre a manifestação do movimento Queremos Galego!, na qual se afirmava que um manifestante teria agredido os repórteres da TVG, o que acabou por se revelar ser uma mentira. Além disso, o presidente da Xunta de Galicia, Alberto Núñez Feijóo, protagoniza 80% das notícias sobre política, enquanto o líder do principal partido da oposição (o PSdeG, Manuel Vázquez protagoniza apenas 9% dessas notícias, sendo inclusivamente superado pelo seu homólogo do BNG, Guillerme Vázquez.
Em 2010, foi também denunciado pelo PSdeG que existiriam ordens para que as câmaras da TVG não pudessem gravar incêndios com menos de 80 hectares.
Devido a estas situações, foi criado um movimento, Televisión, Manipulación!, que pretende acabar com a manipulação informativa na TVG e na Rádio Galega.